# Lima Campos
Lima Campos är en kommun i Brasilien.   Den ligger i delstaten Maranhão, i den nordöstra delen av landet, 1 300 km norr om huvudstaden Brasília. Antalet invånare är 11 415.
Omgivningarna runt Lima Campos är huvudsakligen savann. Runt Lima Campos är det ganska glesbefolkat, med 30 invånare per kvadratkilometer.